# Tennis under sommer-OL 2024 - damedouble
Det olympiske tennismesterskab i damedouble under sommer-OL 2024 i Paris blev afviklet på grusbaner i Stade Roland Garros i perioden 27. juli - 4. august 2024 med deltagelse af 64 spillere fra 21 forskellige lande. Det var det 12. olympiske tennismesterskab i damedouble.
Mesterskabet blev vundet af Sara Errani og Jasmine Paolini, der blev de første italienske OL-guldmedaljevindere i tennis, da de i finalen besejrede de individuelle neutrale atleter Mirra Andrejeva og Diana Sjnajder med 2-6, 6-1, [10-7].
Bronzemedaljerne gik til Cristina Bucșa og Sara Sorribes Tormo fra Spanien, der besejrede Tjekkiets Karolína Muchová og Linda Nosková med 6-2, 6-2 i bronzekampen.
Barbora Krejčíková og Kateřina Siniaková var forsvarende mestre men tabte i kvartfinalen til Andrejeva og Sjnajder.

## Program
De 32 deltagende par spillede en cupturnering, hvor alle kampe blev spillet bedst af tre sæt med tiebreak i de to første sæt ved stillingen 6-6, mens tredje sæt blev afgjort i form af en match tiebreak. Vinderne af turneringen modtog guldmedaljerne, mens sølvmedaljerne gik til de tabende finalister. Taberne af semifinalerne spillede en kamp om bronzemedaljerne.
Turneringen blev afviklet over syv dage fra 27. juli til 4. august.
| Juli         | Juli         | Juli        | Juli        | Juli         | August      | August | August | August            |
| 27           | 28           | 29          | 30          | 31           | 1           | 2      | 3      | 4                 |
| ------------ | ------------ | ----------- | ----------- | ------------ | ----------- | ------ | ------ | ----------------- |
| Første runde | Første runde | Anden runde | Anden runde | Kvartfinaler | Semifinaler |        |        | Bronzekamp Finale |

## Kvalifikation
Turneringen havde deltagelse af 32 par. Hver national olympisk komité kunne nominere op til to par, og spillerne skulle have deltaget i mindst to Billie Jean King Cup-kampe i perioden 2020-24 eller have repræsenteret sit land mindst 20 gange i sin karriere (med visse dispensationsmuligheder).
De 32 pladser i turneringen var fordelt som følger:
| Antal par | Kategori                                            | Kommentar |
| --------- | --------------------------------------------------- | --- |
| 6 10      | Direkte kvalifikation (top 10 på doubleranglisten)  | De 10 højest placerede spillere på WTA's verdensrangliste i double pr. 10. juni 2024 kunne frit vælge en makker fra samme land med en double- eller singlerangering i top 300. Fire af disse pladser blev imidlertid ikke udnyttet. Elise Mertens (nr. 1 på doubleranglisten) meldte afbud, mens Storm Hunter (nr. 4) gik glip af OL pga. en skade i akillessenen. Vera Zvonarjova (nr. 8) og Nicole Melichar-Martinez (nr. 9) blev ikke udtaget til OL af deres nationale forbund. De fire ledige pladser i turneringen blev reallokeret til næste kategori. |
| 26 21     | Direkte kvalifikation (single- og doubleranglisten) | De 21 højest rangerede tilmeldte par rangeret efter summen af de to spilleres placering på WTA's verdensrangliste i single eller double pr. 10. juni 2024. |
| 0 1       | Værtsland                                           | Værtslandet, Frankrig, var garanteret en plads i turneringen, men denne plads blev ikke udnyttet, eftersom to franske par opnåede direkte kvalifikation. I stedet blev kategorien vedr. direkte kvalifikation udvidet med en ekstra plads. |

## Resultater
Lodtrækningen blev foretaget den 25. juli 2024 kl. 11:00 i Le Club des Loges i Stade Roland Garros.
| Coco Gauff     |
| Jessica Pegula |

| Ellen Perez   |
| Daria Saville |

| Coco Gauff     |
| Jessica Pegula |

| Jekaterina Aleksandrova |
| Jelena Vesnina          |

| Karolína Muchová |
| Linda Nosková    |

| Karolína Muchová |
| Linda Nosková    |

| Karolína Muchová |
| Linda Nosková    |

| Irina-Camelia Begu |
| Monica Niculescu   |

| Hsieh Su-Wei |
| Tsao Chia-Yi |

| Hsieh Su-Wei |
| Tsao Chia-Yi |

| Hsieh Su-Wei |
| Tsao Chia-Yi |

| Magda Linette   |
| Alicja Rosolska |

| Marta Kostjuk     |
| Dajana Jastremska |

| Marta Kostjuk     |
| Dajana Jastremska |

| Karolína Muchová |
| Linda Nosková    |

| Sara Errani     |
| Jasmine Paolini |

| Sara Errani     |
| Jasmine Paolini |

| Erin Routliffe |
| Lulu Sun       |

| Sara Errani     |
| Jasmine Paolini |

| Arantxa Rus  |
| Demi Schuurs |

| Caroline Garcia |
| Diane Parry     |

| Caroline Garcia |
| Diane Parry     |

| Sara Errani     |
| Jasmine Paolini |

| Katie Boulter  |
| Heather Watson |

| Katie Boulter  |
| Heather Watson |

| Angelique Kerber |
| Laura Siegemund  |

| Katie Boulter  |
| Heather Watson |

| Yuan Yue    |
| Zhang Shuai |

| Beatriz Haddad Maia |
| Luisa Stefani       |

| Beatriz Haddad Maia |
| Luisa Stefani       |

| Sara Errani     |
| Jasmine Paolini |

| Cristina Bucșa      |
| Sara Sorribes Tormo |

| Mirra Andrejeva |
| Diana Sjnajder  |

| Lucia Bronzetti        |
| Elisabetta Cocciaretto |

| Cristina Bucșa      |
| Sara Sorribes Tormo |

| María Lourdes Carlé |
| Nadia Podoroska     |

| María Lourdes Carlé |
| Nadia Podoroska     |

| Tamara Korpatsch |
| Tatjana Maria    |

| Cristina Bucșa      |
| Sara Sorribes Tormo |

| Ljudmyla Kitjenok |
| Nadija Kitjenok   |

| Ljudmyla Kitjenok |
| Nadija Kitjenok   |

| Wang Xinyu   |
| Zheng Saisai |

| Ljudmyla Kitjenok |
| Nadija Kitjenok   |

| Despina Papamichail |
| Maria Sakkari       |

| Danielle Collins |
| Desirae Krawczyk |

| Danielle Collins |
| Desirae Krawczyk |

| Cristina Bucșa      |
| Sara Sorribes Tormo |

| Gabriela Dabrowski |
| Leylah Fernandez   |

| Mirra Andrejeva |
| Diana Sjnajder  |

| Clara Burel      |
| Varvara Gracheva |

| Gabriela Dabrowski |
| Leylah Fernandez   |

| Mirra Andrejeva |
| Diana Sjnajder  |

| Mirra Andrejeva |
| Diana Sjnajder  |

| Olivia Gadecki   |
| Ajla Tomljanović |

| Mirra Andrejeva |
| Diana Sjnajder  |

| Shuko Aoyama  |
| Ena Shibahara |

| Barbora Krejčíková |
| Kateřina Siniaková |

| Ana Bogdan         |
| Jaqueline Cristian |

| Shuko Aoyama  |
| Ena Shibahara |

| Chan Hao-Ching |
| Latisha Chan   |

| Barbora Krejčíková |
| Kateřina Siniaková |

| Barbora Krejčíková |
| Kateřina Siniaková |

| Bronzekamp |                                    |   |   |  |  |  |  |
|            |                                    |   |   |  |  |  |  |
|            | Karolína Muchová Linda Nosková     | 2 | 2 |  |  |  |  |
| 8          | Cristina Bucșa Sara Sorribes Tormo | 6 | 6 |  |  |  |  |